# 해리 로터
해리 로터(Harry Lauter, 1914년 6월 19일 ~ 1990년 10월 30일)는 미국의 배우, 예술가, 텔레비전 배우, 영화 배우이다.

## 영화
- 혹성 탈출 3 - 제3의 인류 (1971년) - 윈드롭 소장 역
- 바케로 (1970년)
- 제12순찰대 (1968년)
- 아이언 사이드 (1967년)
- 타임 터널 (1966년)
- 배트맨 (1966년)
- 우리 생애 나날들 (1965년)
- FBI (1965년)
- 서부를 향해 달려라 (1965년)
- 타잔 - 론 엘리 편 1 (1965년)
- 매드 매드 대소동 (1963년)
- 굿 데이 포 어 행잉 (1959년)
- 보난자 (1959년)
- 선셋 77번가 (1958년)
- 미사일 몬스터스 (1958년)
- 크라이 베이비 킬러 (1958년)
- 타잔의 격투 (1958년)
- 콜트45 (1957년)
- 늑대인간 (1956년)
- 남자 없는 여자들 (1956년)
- 회색 양복을 입은 사나이 (1956년)
- 지구 대 비행접시 (1956년)
- 딜론 보안관 (1955년)
- 텍사스 결사대 (1955년)
- 샤이안 (1955년)
- 정글 보이 봄바 12 (1955년)
- 놈은 바닷속으로부터 왔다 (1955년)
- 록키 존스, 스페이스 레인저 (1954년)
- 팩 트레인 (1953년)
- 아이 러브 멜빈 (1953년)
- 오명의 목장 (1952년)
- 당신을 원해요 (1951년)
- 지구 최후의 날 (1951년)
- 날으는 해병대 (1951년)
- 플라잉 디스크 맨 프럼 마스 (1950년)
- 아윌 겟 바이 (1950년)
- 론 레인저 - 49년 시리즈 (1949년)
- 나는 전쟁 신부 (1949년)
- 화이트 히트 (1949년)
- 문라이징 (1948년)
- 외교 문제 (1948년)